# Phoenix Islands Settlement Scheme

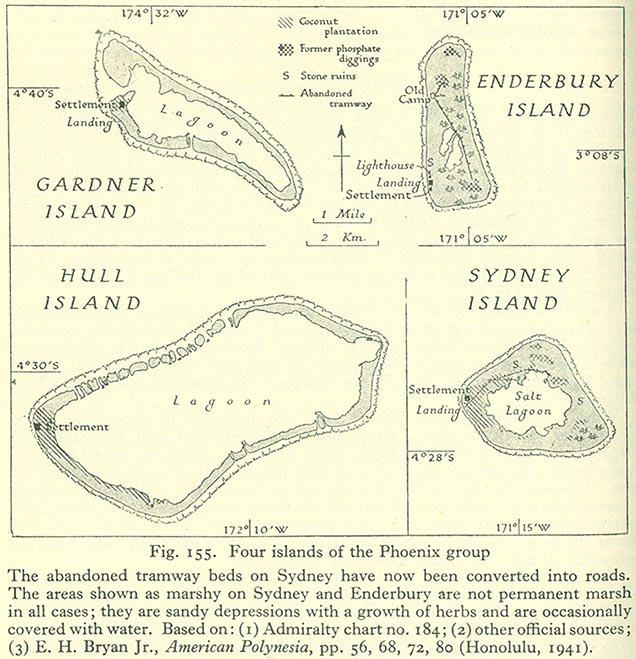
Zur Umsiedlung vorgesehene Phoenixinseln, sowie Enderbury

Nach dem Phoenix Islands Settlement Scheme (deutsch: Besiedlungsprogramm für die Phoenixinseln) von 1938 sollten Bewohner der übervölkerten südlichen Gilbertinseln auf drei unbewohnte Atolle der Gruppe der Phoenixinseln (seit 1979 zum Staat Kiribati gehörig) – und zwar Manra (damals Sydney Island), Nikumaroro (Gardner Island) und Orona (Hull Island) – umgesiedelt werden.
Siedler entsendende Inseln waren Nonouti, Beru, Nikunau, Onotoa, Tamana und Arorae. Durchgeführt wurde das Projekt vom damaligen Kommissar für Landfragen der Kolonie der Gilbert- und Elliceinseln, Henry Evans Maude.
Die damals von britischen Kolonialisten erdachten Pläne, der Überbevölkerung auf einigen betroffenen Inseln durch Umsiedlungen Herr werden zu können, scheiterten meist daran, dass die Zielorte über keine oder nur unzureichend geeignete Trinkwasserquellen verfügen, und somit stets von der Belieferung Dritter abhängig waren. Die weite Entfernung zu den Mutterinseln und der Beginn des Zweiten Weltkriegs machten dies so gut wie unmöglich. Bei den Phoenixinseln kam hinzu, dass das aus dem Boden gewonnene Wasser einen zu hohen Salzgehalt für einige der für die Ernährung wichtigen Pflanzen hatte; nach 1945 litten sie unter mehreren Trockenzeiten, die die übliche Wassergewinnung in offenen Reservoirs durch Niederschlag beeinträchtigte.
Nach anfänglichem Erfolg verließen bis 1963 sämtliche Umgesiedelten und ihre Nachkommen die drei betroffenen Phoenixinseln und wurden überwiegend in den Salomonen angesiedelt. Die Phoenixinseln waren in der Folge wieder unbewohnt, heute leben auf Kanton einige Familien. Dieses Besiedlungsprogramm war der letzte Versuch der Erweiterung des britischen Kolonialreichs im 20. Jahrhundert, der jedoch scheiterte.